# Corba transcendent

Espiral d'Arquimedes, un exemple de corba transcedental.

A matemàtica, una  corba transcendental  és aquella corba que no és algebraica. Definim aquí com corba  C  al conjunt de punts (normalment sobre el pla) característics de  C , no una parametrització donada. Per exemple, el cercle unitari és una corba algebraica (sent exactes, els punts reals de tal corba), la parametrització habitual mitjançant funcions trigonomètriques pot implicar aquestes funcions transcendentals, però certament el cercle unitari es defineix mitjançant una equació polinòmica. S'aplica el mateix a les corbes i funcions el·líptiques, i de fet a les corbes de gènere > 1 i als automorfismes.
Les propietats de les corbes algebraiques, com ara el teorema de Bézout, donen peu a criteris per mostrar corbes que són realment transcendentals. Per exemple, una corba algebraica  C , bé es troba amb una línia donada  L  en un nombre finit de punts, o possiblement conté  L  completament. Per tant, una corba que intersecta una línia en un nombre infinit de punts, però que no la conté, ha de ser transcendental. Això s'aplica no només a les corbes sinusoidals, per tant, sinó a grans classes de corbes que mostren oscil·lació.
Altres exemples de corbes transcendentals són les gràfiques de les cicloide i les funcions exponencials i logarítmiques.
L'origen del terme se li atribueix a Leibniz.